# Bertrand Sciboz
Bertrand Sciboz, né le 12 février 1961, originaire de Saint-Vaast-la-Hougue (Manche), est un plongeur sous-marin français spécialisé dans la recherche et le renflouement, d'épaves. Il est aujourd’hui l'un des derniers chasseurs d'épaves français.

## Biographie
Bertrand Sciboz a créé à la fin des années 2000 une base de données d'épaves sous-marines des eaux européennes, et a par la suite effectué plusieurs missions de recherches d'épaves et de trésors à l'étranger avec les chasseurs de trésors Robert Sténuit et Teddy Tucker.
Au même moment, il intervient pour la société allemande "Deep Sea Exploration"sur la recherche du Merchant Royal, le plus grand trésor sous-marin de la Manche, contenu dans une épave,.
Bertrand Sciboz est intervenu pour diverses recherches sous-marines et a découvert 1 600 mines de la Seconde Guerre mondiale dans le lagon de Nouméa en Nouvelle-Calédonie. C'est à la suite de cette mission qu'il s'intéresse aux navires de transport de nickel coulés en Europe dont le « Eugène Pergeline » au large du Fastnet en Irlande, et le « Barsac » en baie de Seine. 
Il collabore avec le photographe sous-marin Brian Skerry et le National Geographic, et participe dans les épisodes de la série Deep Sea Detectives réalisées par History Channel. Il crée également pour France Bleu les "chroniques sous-marines" dans les années 2000.
En 2001, l'US Navy et le Dr Robert Neyland du Naval Historical Center qui font appel à lui pour effectuer le premier inventaire des épaves du débarquement réalisé depuis la guerre.
Il est considéré comme le spécialiste des épaves du débarquement,,, de juin 1944 sur les côtes normandes, mais également comme un des spécialistes mondiaux de la recherche et le renflouement des épaves sous-marines,, notamment des navires de pêche, qui sombrent chaque année sur les côtes françaises, à travers son entreprise CERES,. Il a pour cela développé plusieurs techniques issues du monde de la chasse aux épaves à valeurs,. Ainsi, il parvient à remonter le cotre Marie Madeleine en septembre 2015,.
Il traque les épaves sous-marines de la Manche à l'aide de ses navires de recherche "Ceres I" et "Ceres II".
Il devient expert judiciaire près la cour d'appel de Caen en 2005, puis ingénieur professionnel à l'association Ingénieurs et Scientifiques de France (IESF), et reçoit l'ordre du mérite maritime des mains de l'amiral Édouard Guillaud, chef d'état-major des armées en 2012. Bertrand Sciboz est ancien auditeur de l'Institut des hautes études de Défense nationale et fut membre du Haut comité français pour la Défense civile.
En 2014, il s'associe avec un plongeur belge pour monter le projet "Expédition Vendémiaire" dont le but est la recherche du sous-marin Vendémiaire perdu dans la Manche en 1912,,,.
En Juin 2025, Bertrand Sciboz est mandaté par les autorités insulaires et la collectivité territoriale de St Pierre et Miquelon pour identifier en urgence l'épave du chalutier Ravenel,,, puis à la demande des autorités insulaires Bertrand Sciboz réalise un documentaire sous-marin sur la découverte., il prend alors contact avec le pêcheur à l'origine de la découvert Karl Beaupertuis et la mission est très rapidement couronnée de succès.

## Vie privée
Il est le père de Marie Sciboz, officier de marine marchande et hydrographe qui reprend sa société en 2021, et effectue, avec son équipe, des relevés océanographiques et bathymétriques à travers le monde ainsi que le classement Green Marine Europe des navires de commerce.

## Décorations
- Chevalier de l'ordre du Mérite maritime (3 janvier 2012)[31]

## Ouvrages
- Épaves des côtes de France - Ouest France 2000 -  (ISBN 2737326087)

## Sources et références
1. ↑  « Bertrand SCIBOZ Chasseur d'épaves »
2. 1 2  « Renfloué, le Marie-Madeleine est rentré à Saint-Vaast », sur France 3 Normandie (consulté le 18 juin 2021)
3. ↑  (en) Richard Heath, « Luxury yacht wreckage tracked », sur jerseyeveningpost.com (consulté le 18 juin 2021)
4. ↑  « Bertrand Sciboz chasseur d'épaves BFMTV = », 2 octobre 2014
5. ↑  « Profession Chercheur d'épave - Vidéo Dailymotion », sur Dailymotion (consulté le 18 juin 2021)
6. ↑  « Europe 1 Soir - 27/09/11 », sur Europe 1 (consulté le 18 juin 2021)
7. ↑  « Cartographie/Océanographie - Le CERES, une structure unique au monde = »
8. 1 2  Par Le 16 août 2015 à 07h00, « Bertrand déniche les épaves englouties », sur leparisien.fr, 16 août 2015 (consulté le 13 juillet 2021)
9. ↑  (en-US) « Ocean Explorer, Shipwreck Hunter, Deep-Sea Researcher », sur Teddy Tucker - Ocean Explorer (consulté le 18 juin 2021)
10. ↑  Hannah Roberts, « U.S. treasure hunters must return $500million haul seized from seabed shipwreck to Spain », sur Mail Online, 2 février 2012 (consulté le 11 août 2021)
11. ↑  « Bertrand Sciboz, pêcheur devenu chasseur d'épaves du Débarquement », sur LExpress.fr, 21 décembre 2013 (consulté le 11 août 2021)
12. ↑  Victoria Bell, « Anchor from 'most valuable shipwreck in history' the Merchant Royal », sur Mail Online, 7 mars 2019 (consulté le 22 juin 2023)
13. ↑  « Nickel en stock », sur les nouvelles calédoniennes, 21 janvier 2008
14. ↑  « Manche : expert en recherche sous-marine, Bertrand Sciboz a recensé les épaves du Débarquement », sur actu.fr (consulté le 13 juillet 2021)
15. ↑  « Untold Stories of D-Day = »
16. ↑  (en-US) Peter Fearon, « GRAVE ROBBERS OF NORMANDY BEACH: AMERICANS TRY TO STOP PLUNDER OF WWII TOMBS », sur New York Post, 10 novembre 2000 (consulté le 18 juin 2021)
17. ↑  « PLUVIER - USS Corry D-Day 60th Anniversary Trip - June 2004 », sur www.uss-corry-dd463.com (consulté le 18 juin 2021)
18. ↑  « Bertrand Sciboz, chasseur d'épaves en Manche - Actualités Nautisme », sur Figaro Nautisme (consulté le 18 juin 2021)
19. ↑  « Bertrand Sciboz, chasseur d'épaves du Débarquement », sur CNEWS (consulté le 18 juin 2021)
20. ↑  « Bertrand Sciboz Chasseur des épaves du débarquement = », 21 décembre 2013
21. ↑  « En Normandie, l’épave du coquillard L’Enzo sera renflouée », sur Ouest France.fr
22. ↑  « Ceres, l'entreprise qui traque les épaves du fond des mers », sur Les Echos, 2 mai 2021 (consulté le 18 juin 2021)
23. ↑  « Seine-Maritime. Naufrage de Fécamp : l'épave du Mordu a été renflouée », sur lecourriercauchois.fr (consulté le 18 juin 2021)
24. ↑  « Normandie. Les épaves du « Breiz » et du « Scaramouche » seront renflouées », sur caen.maville.com (consulté le 18 juin 2021)
25. ↑  « Montfarville. Naufrage du chalutier Breiz : il va être renfloué par l'entreprise Ceres », sur lamanchelibre.fr (consulté le 18 juin 2021)
26. ↑  « CERES Recherches & Expertises Sous-Marines », sur Jeune Marine, 18 novembre 2020 (consulté le 18 juin 2021)
27. ↑  « Bertrand SCIBOZ », sur Vimeo (consulté le 18 juin 2021)
28. ↑  « DEPLACEMENT D'UNE EPAVE », sur www.afcan.org (consulté le 18 juin 2021)
29. ↑  « Saint-Vaast: le Marie-Madeleine renfloué »
30. ↑  « Ceres II, le navire de recherches arrivé à bon port », sur Ouest France
31. 1 2  « Mérite maritime 3 janvier 2012 », sur merite-maritime29.org (consulté le 11 mai 2021).
32. ↑  « NameBright - Coming Soon », sur merite-maritime.com (consulté le 11 mai 2021).
33. ↑  « Bertrand Sciboz - Nominations au Journal officiel de la République française », sur jorfsearch.steinertriples.ch (consulté le 18 juin 2021)
34. ↑  « Marine. A la recherche du Vendémiaire », sur Le Telegramme, 2 mai 2015 (consulté le 11 août 2021)
35. ↑  « A la chasse au sous-marin Vendémiaire = », 20 mars 2015
36. ↑  « Une expédition pour retrouver le Vendémiaire = », 18 novembre 2014
37. ↑  « A la recherche du sous-marin perdu = », 17 novembre 2014
38. ↑  « https://www.spmplay.fr/content/mission-identification-de-l-epave-du-ravenel », sur www.spmplay.fr (consulté le 19 août 2025)
39. ↑  « Les images qui ont permis d'identifier formellement l'épave du Ravenel, chalutier disparu depuis 63 ans », sur Saint-Pierre et Miquelon la 1ère, 12 juin 2025 (consulté le 18 août 2025)
40. ↑  « Saint-Pierre-et-Miquelon : l’épave du chalutier Ravenel enfin retrouvée, 63 ans après son naufrage », sur SudOuest.fr, 12 juin 2025 (consulté le 18 août 2025)
41. ↑  « Une société du Cotentin choisie pour identifier ce qui serait l’épave d’un chalutier disparu en 1962 », sur actu.fr, 10 juin 2025 (consulté le 19 août 2025)
42. ↑  « ACTUALITÉS », sur CERES | Sous-Marines (consulté le 19 août 2025)
43. ↑  Florence Vierron, « Saint-Pierre-et-Miquelon : le Ravenel aurait été retrouvé 63 ans après sa disparition », sur Le Figaro, 2 juin 2025 (consulté le 19 août 2025)
44. ↑  « Une société du Cotentin choisie pour identifier ce qui serait l’épave d’un chalutier disparu en 1962 », sur actu.fr, 10 juin 2025 (consulté le 19 août 2025)
45. ↑  « PORTRAIT DE MARIN : MARIE SCIBOZ, LOUIS DREYFUS ARMATEURS | Armateurs de France », sur www.armateursdefrance.org (consulté le 26 janvier 2022)
46. ↑  « Marie Sciboz, hydrographe au long cours : être une femme ne doit pas être un obstacle », sur Normandie Maritime (consulté le 26 janvier 2022)
47. ↑  « Marie Sciboz-Jaubert, une mère en mer », sur LEFIGARO, 17 novembre 2021 (consulté le 26 janvier 2022)
48. ↑  « Cotentin : Marie s'est fait une place dans un milieu professionnel masculin », sur actu.fr (consulté le 26 janvier 2022)
49. ↑  « La bathymétrie, une étude pour décider du sort du port de Longoni », sur Mayotte Hebdo, 13 janvier 2022 (consulté le 26 janvier 2022)
50. ↑  « trois vérificateurs pour le label green Marine Europe », Le Marin,‎ 8 avril 2021 (lire en ligne)